# Grand Prix moto de Thaïlande 2023
Le Grand Prix moto de Thaïlande 2023 est la dix-septième manche du championnat du monde de vitesse moto 2023 .
Cette 4e édition du Grand Prix moto de Thaïlande se déroule du  27 au 29 octobre 2023 sur le circuit international de Buriram à Buriram.

## Qualifications
| Meilleur tour de la session |

| Pos.             | No. | Pilote                | Constructeur | Temps de qualification | Temps de qualification | Grille finale | Ligne |
| Pos.             | No. | Pilote                | Constructeur | Q1                     | Q2                     | Grille finale | Ligne |
| ---------------- | --- | --------------------- | ------------ | ---------------------- | ---------------------- | ------------- | ----- |
| 1                | 89  | Jorge Martín          | Ducati       | Qualifié en Q2         | 1 min 29 s 287         | 1             | 1     |
| 2                | 10  | Luca Marini           | Ducati       | Qualifié en Q2         | 1 min 29 s 425         | 2             | 1     |
| 3                | 41  | Aleix Espargaró       | Aprilia      | Qualifié en Q2         | 1 min 29 s 461         | 3             | 1     |
| 4                | 72  | Marco Bezzecchi       | Ducati       | Qualifié en Q2         | 1 min 29 s 483         | 4             | 2     |
| 5                | 33  | Brad Binder           | KTM          | Qualifié en Q2         | 1 min 29 s 496         | 5             | 2     |
| 6                | 1   | Francesco Bagnaia     | Ducati       | Qualifié en Q2         | 1 min 29 s 527         | 6             | 2     |
| 7                | 73  | Álex Márquez          | Ducati       | 1 min 29 s 743         | 1 min 29 s 600         | 7             | 3     |
| 8                | 93  | Marc Márquez          | Honda        | 1 min 29 s 830         | 1 min 29 s 622         | 8             | 3     |
| 9                | 12  | Maverick Viñales      | Aprilia      | Qualifié en Q2         | 1 min 29 s 701         | 9             | 3     |
| 10               | 20  | Fabio Quartararo      | Yamaha       | Qualifié en Q2         | 1 min 29 s 707         | 10            | 4     |
| 11               | 5   | Johann Zarco          | Ducati       | Qualifié en Q2         | 1 min 29 s 923         | 11            | 4     |
| 12               | 37  | Augusto Fernández     | KTM          | Qualifié en Q2         | 1 min 30 s 077         | 12            | 4     |
| 13               | 49  | Fabio Di Giannantonio | Ducati       | 1 min 29 s 850         | N/A                    | 13            | 5     |
| 14               | 25  | Raúl Fernández        | Aprilia      | min 29 s 914           | N/A                    | 14            | 5     |
| 15               | 43  | Jack Miller           | KTM          | 1 min 30 s 096         | N/A                    | 15            | 5     |
| 16               | 30  | Takaaki Nakagami      | Honda        | 1 min 30 s 115         | N/A                    | 16            | 6     |
| 17               | 44  | Pol Espargaró         | KTM          | 1 min 30 s 124         | N/A                    | 17            | 6     |
| 18               | 21  | Franco Morbidelli     | Yamaha       | 1 min 30 s 158         | N/A                    | 18            | 6     |
| 19               | 36  | Joan Mir              | Honda        | 1 m 30 s 263           | N/A                    | 19            | 7     |
| 20               | 88  | Miguel Oliveira       | Aprilia      | 1 min 30 s 442         | N/A                    | 20            | 7     |
| 21               | 23  | Enea Bastianini       | Ducati       | 1 min 30 s 677         | N/A                    | 21            | 7     |
| Rapport officiel |     |                       |              |                        |                        |               |       |

## Classement MotoGP

### Course Sprint
| Pos.                                                               | No. | Pilote                | Equipe                       | Constructeur | Tours | Temps/Ecarts    | Grille | Points |
| ------------------------------------------------------------------ | --- | --------------------- | ---------------------------- | ------------ | ----- | --------------- | ------ | ------ |
| 1                                                                  | 89  | Jorge Martín          | Prima Pramac Racing          | Ducati       | 13    | 19 min 41 s 593 | 1      | 12     |
| 2                                                                  | 33  | Brad Binder           | Red Bull KTM Factory Racing  | KTM          | 13    | +0 s 933        | 5      | 9      |
| 3                                                                  | 10  | Luca Marini           | Mooney VR46 Racing Team      | Ducati       | 13    | +1 s 841        | 2      | 7      |
| 4                                                                  | 93  | Marc Márquez          | Repsol Honda Team            | Honda        | 13    | +3 s 503        | 8      | 6      |
| 5                                                                  | 41  | Aleix Espargaró       | Aprilia Racing               | Aprilia      | 13    | +3 s 581        | 3      | 5      |
| 6                                                                  | 72  | Marco Bezzecchi       | Mooney VR46 Racing Team      | Ducati       | 13    | +4 s 029        | 4      | 4      |
| 7                                                                  | 1   | Francesco Bagnaia     | Ducati Lenovo Team           | Ducati       | 13    | +4 s 121        | 6      | 3      |
| 8                                                                  | 73  | Álex Márquez          | Gresini Racing MotoGP        | Ducati       | 13    | +6 s 727        | 7      | 2      |
| 9                                                                  | 5   | Johann Zarco          | Prima Pramac Racing          | Ducati       | 13    | +7 s 323        | 11     | 1      |
| 10                                                                 | 43  | Jack Miller           | Red Bull KTM Factory Racing  | KTM          | 13    | +9 s 240        | 15     |        |
| 11                                                                 | 20  | Fabio Quartararo      | Monster Energy Yamaha MotoGP | Yamaha       | 13    | +9 s 339        | 10     |        |
| 12                                                                 | 36  | Joan Mir              | Repsol Honda Team            | Honda        | 13    | +10 s 356       | 19     |        |
| 13                                                                 | 23  | Enea Bastianini       | Ducati Lenovo Team           | Ducati       | 13    | +12 s 312       | 21     |        |
| 14                                                                 | 25  | Raúl Fernández        | CryptoData RNF MotoGP Team   | Aprilia      | 13    | +15 s 390       | 14     |        |
| 15                                                                 | 21  | Franco Morbidelli     | Monster Energy Yamaha MotoGP | Yamaha       | 13    | +15 s 535       | 18     |        |
| 16                                                                 | 44  | Pol Espargaró         | GasGas Factory Racing Tech3  | KTM          | 13    | +15 s 644       | 17     |        |
| 17                                                                 | 88  | Miguel Oliveira       | CryptoData RNF MotoGP Team   | Aprilia      | 13    | +17 s 753       | 20     |        |
| 18                                                                 | 12  | Maverick Viñales      | Aprilia Racing               | Aprilia      | 13    | +22 s 675       | 9      |        |
| 19                                                                 | 30  | Takaaki Nakagami      | LCR Honda Idemitsu           | Honda        | 13    | +37 s 854       | 16     |        |
| Ab.                                                                | 49  | Fabio Di Giannantonio | Gresini Racing MotoGP        | Ducati       | 9     | Abandon         | 13     |        |
| Ab.                                                                | 37  | Augusto Fernández     | GasGas Factory Racing Tech3  | KTM          | 5     | Accident        | 12     |        |
| Meilleur tour du Sprint: Jorge Martín (Ducati) – 1:30.178 (tour 4) |     |                       |                              |              |       |                 |        |        |
| Rapport officiel                                                   |     |                       |                              |              |       |                 |        |        |

### Course Principale
| Pos.                                                                  | No. | Pilote                | Equipe                       | Constructeur | Tours | Temps/Ecarts       | Grille | Points |
| --------------------------------------------------------------------- | --- | --------------------- | ---------------------------- | ------------ | ----- | ------------------ | ------ | ------ |
| 1                                                                     | 89  | Jorge Martín          | Prima Pramac Racing          | Ducati       | 26    | 39 min 40 s 045    | 1      | 25     |
| 2                                                                     | 1   | Francesco Bagnaia     | Ducati Lenovo Team           | Ducati       | 26    | +0 s 253           | 6      | 20     |
| 3                                                                     | 33  | Brad Binder           | Red Bull KTM Factory Racing  | KTM          | 26    | +0 s 114           | 5      | 16     |
| 4                                                                     | 72  | Marco Bezzecchi       | Mooney VR46 Racing Team      | Ducati       | 26    | +2 s 005           | 4      | 13     |
| 5                                                                     | 20  | Fabio Quartararo      | Monster Energy Yamaha MotoGP | Yamaha       | 26    | +4 s 550           | 10     | 10     |
| 6                                                                     | 93  | Marc Márquez          | Repsol Honda Team            | Honda        | 26    | +5 s 362           | 7      | 9      |
| 7                                                                     | 10  | Luca Marini           | Mooney VR46 Racing Team      | Ducati       | 26    | +6 s 778           | 2      | 8      |
| 8                                                                     | 41  | Aleix Espargaró       | Aprilia Racing               | Aprilia      | 26    | +7 s 303           | 3      | 11     |
| 9                                                                     | 49  | Fabio Di Giannantonio | Gresini Racing MotoGP        | Ducati       | 26    | +7 s 569           | 13     | 7      |
| 10                                                                    | 5   | Johann Zarco          | Prima Pramac Racing          | Ducati       | 26    | +9 s 377           | 11     | 6      |
| 11                                                                    | 21  | Franco Morbidelli     | Monster Energy Yamaha MotoGP | Yamaha       | 26    | +11 s 168          | 18     | 5      |
| 12                                                                    | 36  | Joan Mir              | Repsol Honda Team            | Honda        | 26    | +11 s 990          | 19     | 4      |
| 13                                                                    | 23  | Enea Bastianini       | Ducati Lenovo Team           | Ducati       | 26    | +12 s 323          | 21     | 3      |
| 14                                                                    | 30  | Takaaki Nakagami      | LCR Honda Idemitsu           | Honda        | 26    | +14 s 537          | 16     | 2      |
| 15                                                                    | 25  | Raúl Fernández        | CryptoData RNF MotoGP Team   | Aprilia      | 26    | +15 s 093          | 14     | 1      |
| 16                                                                    | 43  | Jack Miller           | Red Bull KTM Factory Racing  | KTM          | 26    | +17 s 640          | 15     |        |
| 17                                                                    | 37  | Augusto Fernández     | GasGas Factory Racing Tech3  | KTM          | 26    | +21 s 307          | 12     |        |
| 18                                                                    | 44  | Pol Espargaró         | GasGas Factory Racing Tech3  | KTM          | 26    | +21 s 435          | 17     |        |
| Ab.                                                                   | 12  | Maverick Viñales      | Aprilia Racing               | Aprilia      | 23    | Abandon            | 9      |        |
| Ab.                                                                   | 73  | Álex Márquez          | Gresini Racing MotoGP        | Ducati       | 12    | Accident           | 7      |        |
| Ab.                                                                   | 88  | Miguel Oliveira       | CryptoData RNF MotoGP Team   | Aprilia      | 6     | Problème technique | 20     |        |
| Meilleur tour en course: Marco Bezzecchi (Ducati) – 1:30.896 (tour 9) |     |                       |                              |              |       |                    |        |        |
| Rapport officiel                                                      |     |                       |                              |              |       |                    |        |        |

## Classement Moto2
| Pos.                                                                      | No. | Pilote                  | Constructeur | Tours | Temps/Ecarts       | Grille | Points |
| ------------------------------------------------------------------------- | --- | ----------------------- | ------------ | ----- | ------------------ | ------ | ------ |
| 1                                                                         | 54  | Fermín Aldeguer         | Boscoscuro   | 22    | 35:20.880          | 1      | 25     |
| 2                                                                         | 37  | Pedro Acosta            | Kalex        | 22    | +3 s 481           | 2      | 20     |
| 3                                                                         | 35  | Somkiat Chantra         | Kalex        | 22    | +9 s 794           | 5      | 16     |
| 4                                                                         | 14  | Tony Arbolino           | Kalex        | 22    | +12 s 923          | 8      | 13     |
| 5                                                                         | 79  | Ai Ogura                | Kalex        | 22    | +14 s 451          | 19     | 11     |
| 6                                                                         | 24  | Marcos Ramírez          | Kalex        | 22    | +14 s 816          | 6      | 10     |
| 7                                                                         | 75  | Albert Arenas           | Kalex        | 22    | +15 s 030          | 3      | 9      |
| 8                                                                         | 21  | Alonso López            | Boscoscuro   | 22    | +18 s 360          | 7      | 8      |
| 9                                                                         | 28  | Izan Guevara            | Kalex        | 22    | +19 s 798          | 17     | 7      |
| 10                                                                        | 18  | Manuel González         | Kalex        | 22    | +20 s 564          | 20     | 6      |
| 11                                                                        | 40  | Arón Canet              | Kalex        | 22    | +20 s 962          | 4      | 5      |
| 12                                                                        | 71  | Dennis Foggia           | Kalex        | 22    | +24 s 198          | 16     | 4      |
| 13                                                                        | 52  | Jeremy Alcoba           | Kalex        | 22    | +25 s 593          | 13     | 3      |
| 14                                                                        | 22  | Sam Lowes               | Kalex        | 22    | +26 s 526          | 14     | 2      |
| 15                                                                        | 15  | Darryn Binder           | Kalex        | 22    | +33 s 565          | 25     | 1      |
| 16                                                                        | 64  | Bo Bendsneyder          | Kalex        | 22    | +33 s 716          | 21     |        |
| 17                                                                        | 12  | Filip Salač             | Kalex        | 22    | +33 s 734          | 18     |        |
| 18                                                                        | 7   | Barry Baltus            | Kalex        | 22    | +35 s 157          | 22     |        |
| 19                                                                        | 17  | Álex Escrig             | Forward      | 22    | +37 s 586          | 23     |        |
| 20                                                                        | 33  | Rory Skinner            | Kalex        | 22    | +42 s 531          | 30     |        |
| 21                                                                        | 9   | Mattia Casadei          | Kalex        | 22    | +55 s 552          | 28     |        |
| 22                                                                        | 5   | Kohta Nozane            | Kalex        | 22    | +1 min 04 s 820    | 29     |        |
| 23                                                                        | 3   | Lukas Tulovic           | Kalex        | 22    | +1 min 27 s 793    | 26     |        |
| Ab.                                                                       | 84  | Zonta van den Goorbergh | Kalex        | 18    | Problème technique | 15     |        |
| Ab.                                                                       | 11  | Sergio García           | Kalex        | 7     | Accident           | 11     |        |
| Ab.                                                                       | 13  | Celestino Vietti        | Kalex        | 4     | Accident           | 12     |        |
| Ab.                                                                       | 96  | Jake Dixon              | Kalex        | 4     | Collision          | 9      |        |
| Ab.                                                                       | 16  | Joe Roberts             | Kalex        | 2     | Accident           | 10     |        |
| Ab.                                                                       | 23  | Taiga Hada              | Kalex        | 1     | Accident           | 24     |        |
| Ab.                                                                       | 67  | Alberto Surra           | Forward      | 0     | Accident           | 27     |        |
| Meilleur tour en course: Fermín Aldeguer (Boscoscuro) – 1:35.778 (tour 2) |     |                         |              |       |                    |        |        |
| Rapport officiel                                                          |     |                         |              |       |                    |        |        |

## Classement Moto3
| Pos.                                                           | No. | Pilote             | Constructeur | Tours | Temps/Ecart     | Grille | Points |
| -------------------------------------------------------------- | --- | ------------------ | ------------ | ----- | --------------- | ------ | ------ |
| 1                                                              | 80  | David Alonso       | Gas Gas      | 19    | 32 min 45 s 307 | 12     | 25     |
| 2                                                              | 72  | Taiyo Furusato     | Honda        | 19    | +0 s 266        | 6      | 20     |
| 3                                                              | 95  | Collin Veijer      | Husqvarna    | 19    | +0 s 359        | 5      | 16     |
| 4                                                              | 5   | Jaume Masià        | Honda        | 19    | +0 s 382        | 7      | 13     |
| 5                                                              | 53  | Deniz Öncü         | KTM          | 19    | +0 s 557        | 1      | 11     |
| 6                                                              | 96  | Daniel Holgado     | KTM          | 19    | +1 s 133        | 11     | 10     |
| 7                                                              | 18  | Matteo Bertelle    | Honda        | 19    | +1 s 288        | 13     | 9      |
| 8                                                              | 54  | Riccardo Rossi     | Honda        | 19    | +1 s 307        | 17     | 8      |
| 9                                                              | 6   | Ryusei Yamanaka    | Gas Gas      | 19    | +1 s 413        | 4      | 7      |
| 10                                                             | 27  | Kaito Toba         | Honda        | 19    | +1 s 445        | 22     | 6      |
| 11                                                             | 48  | Iván Ortolá        | KTM          | 19    | +1 s 468        | 16     | 5      |
| 12                                                             | 66  | Joel Kelso         | CFMoto       | 19    | +2 s 337        | 14     | 4      |
| 13                                                             | 10  | Diogo Moreira      | KTM          | 19    | +2 s 409        | 2      | 3      |
| 14                                                             | 43  | Xavier Artigas     | CFMoto       | 19    | +6 s 497        | 19     | 2      |
| 15                                                             | 31  | Adrián Fernández   | Honda        | 19    | +6 s 663        | 8      | 1      |
| 16                                                             | 99  | José Antonio Rueda | KTM          | 19    | +6 s 813        | 9      |        |
| 17                                                             | 82  | Stefano Nepa       | KTM          | 19    | +6 s 972        | 15     |        |
| 18                                                             | 21  | Vicente Pérez      | KTM          | 19    | +14 s 484       | 23     |        |
| 19                                                             | 7   | Filippo Farioli    | KTM          | 19    | +15 s 922       | 24     |        |
| 20                                                             | 19  | Scott Ogden        | Honda        | 19    | +16 s 441       | 26     |        |
| 21                                                             | 20  | Lorenzo Fellon     | KTM          | 19    | +18 s 035       | 30     |        |
| 22                                                             | 9   | Nicola Carraro     | Honda        | 19    | +28 s 738       | 18     |        |
| 23                                                             | 70  | Joshua Whatley     | Honda        | 19    | +31 s 758       | 21     |        |
| 24                                                             | 63  | Syarifuddin Azman  | KTM          | 19    | +33 s 894       | 20     |        |
| 25                                                             | 38  | David Salvador     | KTM          | 19    | +34 s 011       | 28     |        |
| 26                                                             | 64  | Mario Aji          | Honda        | 19    | +34 s 104       | 25     |        |
| 27                                                             | 32  | Krittapat Keankum  | KTM          | 19    | +1 min 15 s 028 | 29     |        |
| 28                                                             | 33  | Tatchakorn Buasri  | Honda        | 18    | +1 tour         | 27     |        |
| Ab.                                                            | 44  | David Muñoz        | KTM          | 9     | Abandon         | 10     |        |
| Ab.                                                            | 71  | Ayumu Sasaki       | Husqvarna    | 8     | Abandon         | 3      |        |
| Meilleur tour en course: Deniz Öncü (KTM) – 1:42.346 (tour 10) |     |                    |              |       |                 |        |        |
| Rapport officiel                                               |     |                    |              |       |                 |        |        |

## Classements provisoires aux Championnats
Seul le top 5 de chaque championnat est présenté ici,,.

### MotoGP
|   | Pos. | Pilote            | Points |
| - | ---- | ----------------- | ------ |
|   | 1    | Francesco Bagnaia | 389    |
|   | 2    | Jorge Martín      | 376    |
|   | 3    | Marco Bezzecchi   | 310    |
|   | 4    | Brad Binder       | 249    |
| 1 | 5    | Aleix Espargaró   | 198    |

|   | Pos. | Constructeur | Points |
| - | ---- | ------------ | ------ |
|   | 1    | Ducati       | 589    |
|   | 2    | KTM          | 321    |
|   | 3    | Aprilia      | 287    |
| 1 | 4    | Honda        | 166    |
| 1 | 5    | Yamaha       | 165    |

|  | Pos. | Equipe                      | Points |
|  | ---- | --------------------------- | ------ |
|  | 1    | Prima Pramac Racing         | 570    |
|  | 2    | Mooney VR46 Racing Team     | 474    |
|  | 3    | Ducati Lenovo Team          | 444    |
|  | 4    | Red Bull KTM Factory Racing | 393    |
|  | 5    | Aprilia Racing              | 368    |

### Moto2
|  | Pos. | Rider           | Points |
|  | ---- | --------------- | ------ |
|  | 1    | Pedro Acosta    | 300.5  |
|  | 2    | Tony Arbolino   | 237.5  |
|  | 3    | Jake Dixon      | 172    |
|  | 4    | Arón Canet      | 159    |
|  | 5    | Somkiat Chantra | 143.5  |

|  | Pos. | Constructeur | Points |
|  | ---- | ------------ | ------ |
|  | 1    | Kalex        | 402.5  |
|  | 2    | Boscoscuro   | 211    |
|  | 3    | Forward      | 1      |

|   | Pos. | Equipe                   | Points |
| - | ---- | ------------------------ | ------ |
|   | 1    | Red Bull KTM Ajo         | 372.5  |
|   | 2    | Elf Marc VDS Racing Team | 319.5  |
| 1 | 3    | Beta Tools Speed Up      | 264    |
| 1 | 4    | Idemitsu Honda Team Asia | 250    |
| 2 | 5    | Pons Wegow Los40         | 243    |

### Moto3
|   | Pos. | Pilote         | Points |
| - | ---- | -------------- | ------ |
|   | 1    | Jaume Masià    | 230    |
|   | 2    | Ayumu Sasaki   | 213    |
| 1 | 3    | David Alonso   | 205    |
| 1 | 4    | Daniel Holgado | 205    |
|   | 5    | Deniz Öncü     | 191    |

|  | Pos. | Constructeur | Points |
|  | ---- | ------------ | ------ |
|  | 1    | KTM          | 349    |
|  | 2    | Honda        | 281    |
|  | 3    | Husqvarna    | 247    |
|  | 4    | Gas Gas      | 223    |
|  | 5    | CFMoto       | 91     |

|   | Pos. | Equipe                         | Points |
| - | ---- | ------------------------------ | ------ |
|   | 1    | Liqui Moly Husqvarna Intact GP | 318    |
|   | 2    | Red Bull KTM Ajo               | 302    |
|   | 3    | Leopard Racing                 | 292    |
| 1 | 4    | Gaviota GasGas Aspar Team      | 276    |
| 1 | 5    | Angeluss MTA Team              | 257    |